# Leroy Estrada
Leroy Estrada (nacido el 16 de junio de 1994) es un boxeador profesional panameño que luchó por el título de peso minimosca del Consejo Mundial de Boxeo en 2018.

## Carrera profesional
Estrada hizo su debut profesional el 23 de septiembre de 2010 en la victoria contra su compatriota Davis Reyes por decisión unánime. Estrada fue clasificado por primera vez por un organismo sancionador en agosto de 2013, ingresando al ranking de la FIB como el contendiente número 15 de peso minimosca, con un récord profesional de 9-1. En mayo de 2017, Estrada se enfrentó a Saúl Juárez en una eliminatoria por el título del CMB, y el ganador se convirtió en el retador obligatorio de Wanheng Menayothin. Estrada superó a Juárez y sobrevivió a una caída para ganar por decisión unánime. Estrada se enfrentó a Wanheng Menayothin el 2 de mayo de 2018. Demostró no ser rival para el campeón, quien lo golpeó y lo derribó cinco veces antes de noquearlo con un gancho de derecha en el quinto asalto. Con la victoria, Wanheng empató el récord de 50-0 de Floyd Mayweather Jr.

## Récord Profesional
| 17 Ganadas (7 knockouts), 4 Derrotas(3 knockouts), 0 Empates |        |                     |      |              |            |                                                      |                                     |
| Res.                                                         | Récord | Oponente            | Tipo | Round Tiempo | Fecha      | Lugar                                                | Notas                               |
| G                                                            | 17-4   | Roger Saldaña       | TKO  | 7 (8)        | 2022-10-15 | Chiriqui Mall, David, Panamá                         |                                     |
| P                                                            | 16-4   | Azael Villar        | TKO  | 6 (8)        | 2019-07-31 | Fantastic Casino, Albrook Mall, Panamá               |                                     |
| P                                                            | 16-3   | Wanheng Menayothin  | TKO  | 5 (12)       | 2018-05-02 | City Hall Ground, Nakhon Ratchasima, Tailandia       | Por el título mundial Mínimo CMB    |
| G                                                            | 16-2   | Saúl Juárez         | UD   | 12 (12)      | 2017-05-27 | Centro de Convenciones Amador, Fuerte Amador, Panamá |                                     |
| G                                                            | 15-2   | Vicente Mirabal     | TKO  | 5 (8)        | 2016-08-09 | Fantastic Casino, Albrook Mall, Panamá               |                                     |
| G                                                            | 14-2   | José Sánchez        | UD   | 6 (6)        | 2015-08-13 | Fantastic Casino, Albrook Mall, Panamá               |                                     |
| G                                                            | 13-2   | Carlos Melo         | UD   | 6 (6)        | 2015-05-28 | Fantastic Casino, Albrook Mall, Panamá               |                                     |
| P                                                            | 12-2   | Carlos Ortega       | UD   | 12 (12)      | 2014-08-23 | Arena Roberto Duran, Juan Díaz, Panamá               | Por el título Silver mínimo CMB     |
| G                                                            | 12-1   | Edwin Díaz          | UD   | 10 (10)      | 2014-03-22 | Arena Roberto Duran, Juan Díaz, Panamá               | Retiene el título Latino mínimo CMB |
| G                                                            | 11-1   | Carlos Melo         | UD   | 8 (8)        | 2013-11-27 | Hotel Véneto, Ciudad de Panamá, Panamá               | Gana el título Latino mínimo CMB    |
| G                                                            | 10-1   | Jesús Santos        | TKO  | 3 (8)        | 2013-10-09 | Arena Roberto Duran, Juan Díaz, Panamá               |                                     |
| G                                                            | 9-1    | Luis Quintana       | TKO  | 5 (8)        | 2013-02-28 | Hotel Véneto, Ciudad de Panamá, Panamá               | Gana el título Minimosca CBPP       |
| G                                                            | 8-1    | Gilberto Pedroza    | UD   | 8 (8)        | 2012-11-12 | Arena Roberto Duran, Juan Díaz, Panamá               |                                     |
| P                                                            | 7-1    | Mercedes Concepción | KO   | 6 (8)        | 2012-04-26 | Arena Roberto Duran, Juan Díaz, Panamá               |                                     |
| G                                                            | 7-0    | Israel Hidrogo      | TKO  | 4 (6)        | 2012-03-15 | Arena Roberto Duran, Juan Díaz, Panamá               |                                     |
| G                                                            | 6-0    | Mercedes Concepción | MD   | 6 (6)        | 2011-12-01 | Fantastic Casino, Albrook Mall, Panamá               |                                     |
| G                                                            | 5-0    | Pedro Reyes         | RTD  | 3 (4)        | 2011-05-27 | Hotel RIU, Ciudad de Panamá, Panamá                  |                                     |
| G                                                            | 4-0    | Julio Canastuj      | UD   | 6 (6)        | 2011-03-19 | Hotel El Panamá, Ciudad de Panamá, Panamá            |                                     |
| G                                                            | 3-0    | Julio Canastuj      | UD   | 4 (4)        | 2010-12-18 | Jardín La Unión, La Chorrera, Panamá                 |                                     |
| G                                                            | 2-0    | José Montilla       | KO   | 3 (4)        | 2010-10-28 | Hotel Véneto, Ciudad de Panamá, Panamá               |                                     |
| G                                                            | 1-0    | Davis Reyes         | UD   | 4 (4)        | 2010-09-23 | Fantastic Casino, 24 de Diciembre, Panamá            |                                     |